# Shunichiro Okano
Shunichiro Okano (岡野 俊一郎, Okano Shunichiro, Tokio, 28 augustus 1931 – Tokio, 2 februari 2017) was een Japans voetballer die als aanvaller speelde.

## Japans voetbalelftal
Shunichiro Okano debuteerde in 1955 in het Japans nationaal elftal en speelde twee interlands.
In 1961 werd hij bondscoach van Japan onder 20 jaar, in 1970 en 1971 was hij bondscoach van het Japans voetbalelftal.
Van 1998 tot en met 2002 was hij voorzitter van de Japans voetbalbond. Daarna werd Okano lid van het Internationaal Olympisch Comité.
In 2016 kreeg hij longkanker waar hij aan overleed op 85-jarige leeftijd.

## Statistieken
| Japans voetbalelftal | Japans voetbalelftal | Japans voetbalelftal |
| Jaar                 | Wed.                 | Dlp.                 |
| -------------------- | -------------------- | -------------------- |
| 1955                 | 2                    | 0                    |
| Totaal               | 2                    | 0                    |